# Mexico (Pampanga)
Mexico is een gemeente in de Filipijnse provincie Pampanga op het eiland Luzon. Bij de laatste census in 2007 had de gemeente ruim 141 duizend inwoners.

## Geografie

### Bestuurlijke indeling
Mexico is onderverdeeld in de volgende 43 barangays:
| - Acli - Anao - Balas - Buenavista - Camuning - Cawayan - Concepcion - Culubasa - Divisoria - Dolores - Eden - Gandus - Lagundi - Laput - Laug | - Masamat - Masangsang - Nueva Victoria - Pandacaqui - Pangatlan - Panipuan - Parian - Sabanilla - San Antonio - San Carlos - San Jose Malino - San Jose Matulid - San Juan - San Lorenzo | - San Miguel - San Nicolas - San Pablo - San Patricio - San Rafael - San Roque - San Vicente - Santa Cruz - Santa Maria - Santo Domingo - Santo Rosario - Sapang Maisac - Suclaban - Tangle |

## Demografie
Mexico had bij de census van 2007 een inwoneraantal van 141.298 mensen. Dit zijn 31.817 mensen (29,1%) meer dan bij de vorige census van 2000. De gemiddelde jaarlijkse groei komt daarmee uit op 3,58%, hetgeen hoger is dan het landelijk jaarlijks gemiddelde over deze periode (2,04%). Vergeleken met de census van 1995 is het aantal mensen met 49.602 (54,1%) toegenomen.

De bevolkingsdichtheid van Mexico was ten tijde van de laatste census, met 141.298 inwoners op 117,41 km², 781 mensen per km².